# Europejski Teatr Wojny
Europejski Teatr Wojny (Strategiczna Strefa Europejska) – teatr wojny; jeden z trzech rejonów (stref) traktatowych Sojuszu Północnoatlantyckiego. 

## Charakterystyka
Europejski Teatr Wojny rozciągał się od północnej części Norwegii aż do wschodnich granic Turcji i pokrywał swym zasięgiem obszar o długości 5800 km. Obejmował terytoria 10 państw–członków NATO, obszary Morza Bałtyckiego, Morza Śródziemnego, Morza Marmara, Morza Czarnego, a także wody okalające Norwegię i Danię.

 Na czele wojsk teatru stało Naczelne Dowództwo Połączonych Sił Sojuszniczych NATO  w Europie ACE. Podlegały mu: 
- Dowództwo Połączonych Sił Sojuszniczych Europy Północnej AFNORD
- Dowództwo Połączonych Sił Sojuszniczych Europy Centralnej AFCENT
- Dowództwo Połączonych Sił Sojuszniczych Europy Południowej AFSOUTH
- Dowództwo Sił Powietrznych Wielkiej Brytanii UKAIR

1 lipca 1994 rozwiązano jedno z trzech głównych dowództw NATO – Dowództwo Połączonych Sił Sojuszniczych Kanału La Manche ACCHAN – a także Dowództwo Sił Powietrznych Wielkiej Brytanii UKAIR. W następstwie likwidacji ACCHAN, obszar strategiczny NATO podzielono na dwie strefy działań wojennych: Europejską i Atlantycką.

Europejski Teatr Wojny podzielono na trzy teatry działań wojennych o zmienionych granicach:
- Północno-zachodni TDW zawierał obszar odpowiedzialności dotychczasowego dowództwa ACCHAN, terytorium Wielkiej Brytanii i Norwegii, Morze Północne, wschodnią część Morza Norweskiego i wody przybrzeżne;
- Centralny TDW zawierał terytorium RFN, Holandii, Belgii, Luksemburga, Danii i Morze Bałtyckie;
- Południowy TDW zawierał terytorium Hiszpanii, Włoch, Grecji i Turcji oraz Morze Śródziemne i południową część Morza Czarnego.

## Zadania wojsk
Zgodnie z założeniami koncepcji strategicznej zawartej w dokumencie MC 14/3, Ogólna Koncepcja Strategiczna Obrony Obszaru Północnoatlantyckiego (Overall Strategie Concept for the Defence of the North Atlantic Treaty Organization Area), czyli inaczej strategii elastycznej odpowiedzi (obowiązywała od 1968 do zakończenia zimnej wojny), głównym zadaniem sił lądowych na Europejskim Teatrze Wojny było:
- prowadzenie jak najdalej obrony terytoriów NATO
- zapewnienie integralności lądowych linii komunikacyjnych
- kontrola granic lądowych w rejonie Cieśnin Bałtyckich
- kontrola granic lądowych w rejonie cieśnin tureckich i niedopuszczenie do wyjścia przeciwnika na Morze Śródziemne

Zadania sił morskich na ETW:
- manifestowanie solidarności i jedności NATO przez przestrzeganie zasad wolności na morzu i przepisów międzynarodowych
- prowadzenie operacji morskich, w celu utrzymania ścisłej kontroli nad obszarami morskimi, w tym wodami kontynentalnymi
- utrzymywanie otwartych szlaków komunikacyjnych
- niszczenie lub zakłócanie wrogiej żeglugi handlowej, z jednoczesną ochronią żeglugi Sojuszu
- prowadzenie operacji morskich na obszarach przyległych do Północnej Norwegii, Bałtyku Zachodniego i Środkowego, Morza Czarnego i Śródziemnego
- wspieranie kampanii lądowych i powietrznych
- prowadzenie działań przeciwminowych i operacji desantowych oraz obronę terytorium NATO, baz i wysp przed atakami od strony morza.

Zadania sił powietrznych na ETW:
- zdobycie i utrzymywanie przewagi w powietrzu
- zapewnienie zdolności do obrony powietrznej i prowadzenia operacji ochrony sił, obiektów i ludności cywilnej
- prowadzenie strategicznych i taktycznych operacji powietrznych
- koordynowanie działania służb poszukiwawczo-ratowniczych

## Struktura
Podział ETW wojny:
- Północnoeuropejski Teatr Działań Wojennych;
- Centralny (Środkowoeuropejski) Teatr Działań Wojennych;
- Południowoeuropejski Teatr Działań Wojennych.